# Les set filles d'Eva
Les set filles d'Eva (títol original en anglès: The Seven Daughters of Eve) és un llibre de Bryan Sykes que presenta la teoria de la genètica mitocondrial humana a un públic general. Sykes explica els principis de la genètica i l'evolució humana, les particularitats de l'ADN mitocondrial i les anàlisis de l'ADN antic per enllaçar genèticament els humans moderns amb els avantpassats prehistòrics.
Seguint els desenvolupaments de la genètica mitocondrial, Sykes recupera les migracions humanes, analitza la teoria de la sortida d'Àfrica i planteja seriosos dubtes sobre la teoria d'Heyerdahl de l'origen peruà dels polinesis, que s'oposar a la teoria del seu origen a Indonèsia. També descriu l'ús de l'ADN mitocondrial en la identificació de les restes de l'emperador Nicolau II de Rússia i en l'avaluació de la composició genètica de l'Europa moderna.
El títol del llibre prové d'un dels principals èxits de la genètica mitocondrial, que és la classificació de tots els europeus moderns en set grups, els haplogrupos mitocondrials. Cada haplogrup es defineix per un conjunt de mutacions característiques del genoma mitocondrial i es pot traçar al llarg de la línia materna d'una persona a una dona prehistòrica específica. Sykes es refereix a aquestes dones com a "mares del clan", tot i que aquestes dones no tots van viure concurrentment. Totes aquestes dones, al seu torn, van compartir un ancestre matern comú, l'anomenada Eva mitocondrial.
L'últim terç del llibre es dedica a una sèrie de narratives de ficció, escrites per Sykes, que descriuen les seves creacions creatives sobre la vida de cadascuna d'aquestes set "mares del clan". Aquesta segona meitat generalment es va trobar amb revisions mixtes en comparació amb la primera part.